# Landwerk Neuendorf

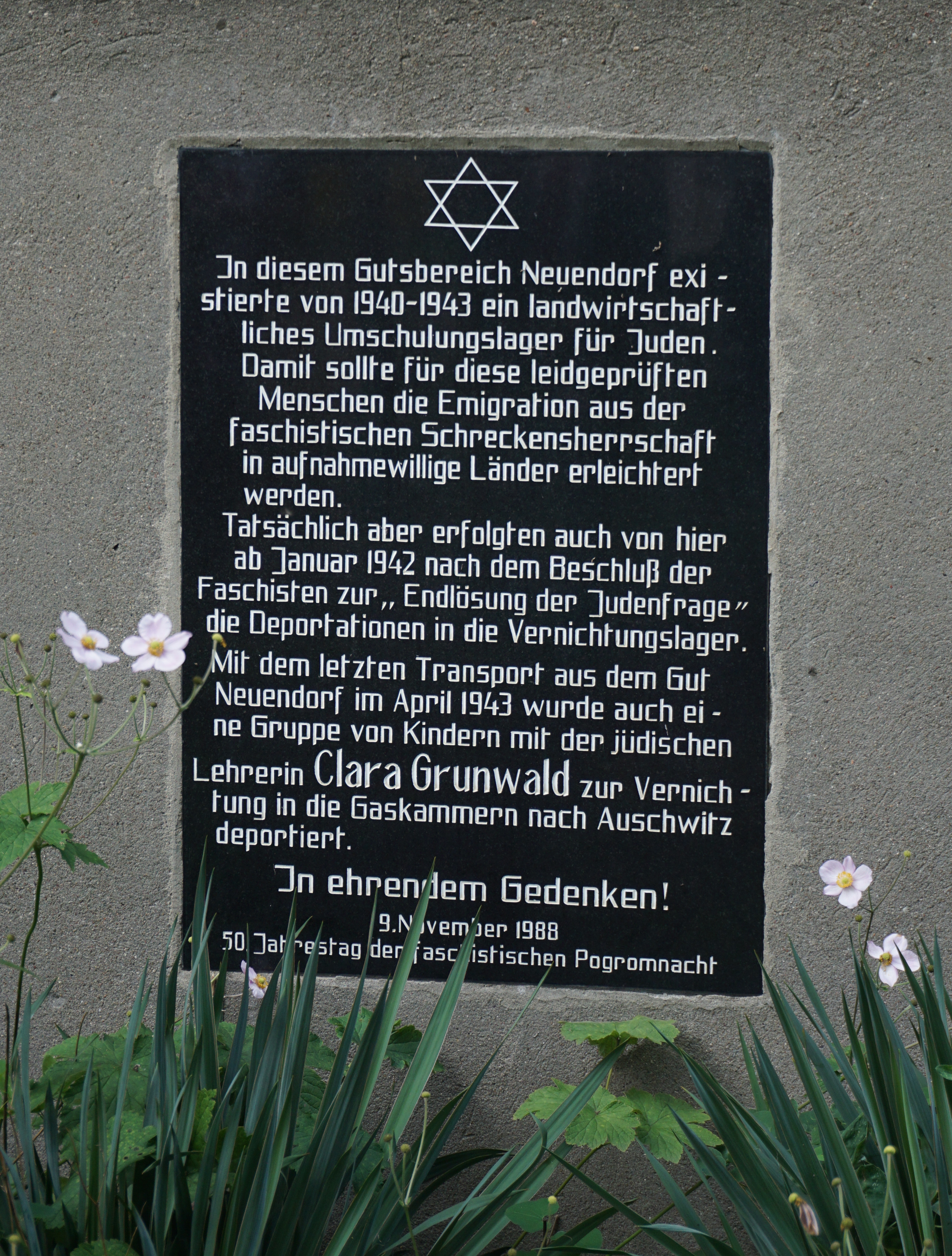
Gedenktafel für die jüdische Arbeiterkolonie, Ausbildungs- und Hachscharastätte auf dem Gut Neuendorf

Das Landwerk Neuendorf war eine 1932 gegründete jüdische Arbeiterkolonie und Ausbildungsstätte auf dem Gut Neuendorf in Brandenburg. Es diente zahlreichen Jugendlichen zur beruflichen und kulturellen Vorbereitung ihrer Auswanderung aus Deutschland. Seit 1941 war Neuendorf NS-Zwangslager.

## Geschichte
Das Landwerk Neuendorf wurde 1932 als jüdische Arbeiterkolonie und Ausbildungsstätte auf dem Gut Neuendorf in Brandenburg in Betrieb genommen. Trägerverein war die Jüdische Arbeitshilfe e. V. (Landwerk Neuendorf) in Berlin, der mit Unterstützung seitens des Preußischen Wohlfahrtsministeriums und des Preußischen Landesverbandes jüdischer Gemeinden das Gut von dessen Besitzer Hermann Müller übernahm. Bald nach seiner Einrichtung stellte das Landwerk im Rahmen des sogenannten Freiwilligen Arbeitsdienstes 50 Plätze für jugendliche Arbeitslose bereit.
Nach 1933 hatte das Landwerk eine wichtige Rolle bei der Ausbildung und Umschichtung der aus dem Wirtschaftsleben in Deutschland systematisch verdrängten jüdischen Jugendlichen und diente mehr und mehr, getragen von der Organisation Hechaluz, ihrer Hachschara, um ihre Auswanderung zu ermöglichen, im Rahmen der Jugend-Alijah. Ungefähr 1200 Jugendliche absolvierten zwischen 1932 und 1938 die Ausbildung und gingen dann insbesondere nach Palästina, aber auch nach Argentinien und weiteren Ländern. Leiter des Landwerks von 1932 bis 1938 war Alexander Moch (1893–1977).
Seit 1941 war Neuendorf NS-Zwangsarbeits- und Sammellager für Deportationen. Der spätere Fernsehmoderator Hans Rosenthal musste dort Zwangsarbeit leisten, die Montessori-Pädagogin Clara Grunwald arbeitete dort als Erzieherin, bis sie in das Vernichtungslager KZ Auschwitz-Birkenau verschleppt wurde und dort ermordet worden ist. Ihr Schicksal teilten die 60 letzten verbliebenen Jugendlichen, sowie weitere 30 Erwachsene aus dem Gut, die in verschiedenen deutschen Tötungsanstalten ermordet wurden.
Esther Bejarano hat das Gut sowohl als Ausbildungsstätte als auch als Zwangsarbeitslager erlebt. Wie wichtig im Einzelfall die landwirtschaftliche Ausbildung sein konnte, zeigt der Brief einer jungen Frau aus Leer (Ostfriesland), der ein Konsul in den Niederlanden die Ausreise nach Argentinien unter dem Vorwand verweigerte, dass sie eine solche Ausbildung nicht besaß, wohl aber ihr Mann und ihr Schwager durch das Landwerk.

## Nach 1945
Nach dem Krieg machte der Staat aus Gut Neuendorf ein Volksgut. Sein letzter Verwalter, Georg Weilbach, brachte im Perestroika-Jahr 1988 eine Tafel am Schlossgebäude an, welche an die Hachschara-Zeit erinnert. Nach seinem Tod erforschte seine Frau, Ruth Weilbach, jenen Teil der Gutsgeschichte weiter.
Im Sommer 2009 organisierte das Projekt „LandKunstLeben“ aus Steinhöfels Ortsteil Buchholz eine Ausstellung „Hachschara – revisited“ im Gut. Sie zeigte u. a. Fotos von Herbert Sonnenfeld aus dem Jahr 1934 über das Leben in der Schule.
Im Sommer 2017 organisierte die Kulturscheune Neuendorf unter dem Titel zwischen raum – zwischen heimat & exil – zwischen hoffnung & verzweiflung eine Ausstellung „Jüdisches Landwerk Neuendorf“. In der Ausstellung wurden sechzehn Lebensläufe exemplarisch nachgezeichnet, wobei anlässlich ihres 140. Geburtstags besonders auch Clara Grunwald gedacht wurde.
Am 20. Juni 2018 wurde vor dem Gutshof ein Denkmal für Jutta Baumwol enthüllt. Sie steht exemplarisch für jene 159 ehemaligen Hachschara-Schülerinnen und Schüler, denen die Auswanderung unmöglich war und die 1943 nach Auschwitz deportiert und ermordet wurden.
Im Oktober 2018 erwarb der Verein Zusammen in Neuendorf – S.A.N.D.E. e.V. (kurz: ZuSaNe e.V.) das Landgut von der Bundesanstalt für Immobilienaufgaben (BimA) in Zusammenarbeit mit der Stiftung trias und der Stiftung Edith Maryon, die mit dem Projektträger Zusane Gutshof GmbH ein Erbbaurecht vereinbart haben.
Im Dezember 2018 wurde der Verein Geschichte hat Zukunft – Neuendorf im Sande e.V. gegründet der eng mit dem Verein ZuSaNe e.V. zusammenarbeitet und sich vor allem um die historische und politische Forschungs- und Bildungsarbeit rund um das ehemalige Landwerk kümmert sowie Veranstaltungen organisiert. 2025 veranstalte er zum zweiten Mal nach 2024 das in Anlehnung an Jutta Baumwol benannte Juttas Festival.

## Notizen
1. ↑  Laut United States Holocaust Memorial Museum, zitiert in: Francis R. Nicosia: Zionism and Anti-Semitism in Nazi Germany, Cambridge 2008, S. 222.
2. ↑  Spuren im Vest: Alexander Moch
3. ↑  Archivpädagogische Anlaufstelle: Liesel Aussen, 7 Jahre, ermordet in Sobibor... Lebens- und Leidenswege jüdischer Bürger und Bürgerinnen der Stadt Leer in der NS-Zeit. S. 89f., Schreibfehler "Landwrk".
4. ↑  Die Tafel spiegelt nicht den heutigen Wissensstand über das jüdische Landwerk Neuendorf wider.
5. ↑  Hachschara revisited, die tageszeitung, 19. August 2009
6. ↑  Programm der Kulturscheune Neuendorf
7. ↑  Denkmalenthüllung für Jutta Baumwol. Eine ausführliche Berichterstattung über die Geschichte dieses Denkmals und des Landwerks Neuendorf findet sich in der tageszeitung vom 28. Juli 2018: Uta Schleiermacher: Denkmal für Hachschara-Landgut
8. ↑  Ein Gedenkort, der an erfüllte und zerstobene Träume erinnert, Der Tagesspiegel, 22. September 2019
9. ↑  Website der Stiftung Edith Maryon; Website der Stiftung trias
10. ↑  in der Seitenanzeige steht im Balken unten 640, bei der Ansicht von Doppelseiten. Der Titel der Zs. (1930 - 1938) wandelte sich im Lauf der Zeit
11. ↑  Nicht identisch mit der Person im gleichnamigen Lemma
12. ↑  Weblink wie vor, Seitenanzeige im Balken unten 779

Koordinaten: 52° 23′ 51,8″ N, 14° 6′ 1,8″ O